# Meysse
Meysse é uma comuna francesa na região administrativa de Auvérnia-Ródano-Alpes, no departamento de Ardèche. Estende-se por uma área de 19,18 km². Em 2010 a comuna tinha 1 348 habitantes (densidade: 70,3 hab./km²).